# Johann Wolfgang Döbereiner
Johann Wolfgang Döbereiner (Hof, 1780. december 13. – Jéna, 1849. március 24.) német kémikus.

## Élete, munkássága
Egy kocsis fiaként született, kevés lehetősége volt a formális iskolázásra. Aztán gyógyszerésztanoncként dolgozott, miközben széles körben olvasott, és tudományos előadásokon vett részt. Münchbergben gyógyszerészetet tanult, később bölcsészeti, ásvány- és vegytani tanulmányokra adta magát. 1803-ban szülővárosában kémiai gyárat alapított, amellyel azonban ismét felhagyott. 1810-ben a jénai egyetem tanárává hívták meg, mely állásában haláláig működött. Szintén kémiát tanult Strasbourgban.
1823-ban kifejlesztette az öngyújtót, amely ma a dohányzás egyik elengedhetetlen kelléke. A róla elnevezett gyújtókészülék a gyufa általános használata előtt nagyon elterjedt volt. E készülékben cink kénsavval érintkezve, hidrogént fejleszt, mely vékony nyíláson platinataplóra áramlik. A platinatapló ilyenkor izzásig felhevül és a hidrogént meggyújtja. A hangyasavat 1822-ben mesterségesen előállította, az ún. triádokra figyelmeztetve az elemek periódusos rendszerének megállapításához hozzájárult. 1830-ban a Rostocki Egyetem orvosi karán díszdoktori címet kapott.
Fiával, Franz Döbereinerrel közösen adták ki a Deutsches Apothekerbuch című munkát (Stuttgart, 1840-55).

## Tankönyvei
- Elemente der pharmacentischen Chemie (1819)
- Anfangsgründe der Chemie und Stöehiometrie (1826)
- Grundriss der allgemeinen Chemie (1828)

## Tagságai
- 1818: Leopoldina Német Természettudományos Akadémia[9]
- 1820: Bajor Tudományos Akadémia(wd) (kültag)
- 1835: Porosz Tudományos Akadémia(wd) (levelező tag)